# Lonnie Johnson
Lonnie Johnson, vero nome Alonzo Johnson (New Orleans, 8 febbraio 1899 – Toronto, 16 giugno 1970), è stato un cantante e chitarrista statunitense, passato alla storia per la sua straordinaria capacità innovativa nel suonare la chitarra e per aver saputo fondere in maniera originale stili come blues e jazz. Grazie al suo stile rivoluzionario è considerato il progenitore di tutti i chitarristi jazz e blues, ispirando, fra i tanti, musicisti del calibro di B.B. King, Django Reinhardt e Robert Johnson. Oltre alla chitarra, suonava il banjo, il violino e il pianoforte.

## Biografia

### Primi anni
La sua carriera musicale ebbe inizio con alcune esibizioni in vari locali nel New Orleans e con un tour in Inghilterra che lo portò a suonare per i campi militari americani durante tutto il 1917.
Una volta ritornato a New Orleans, nel 1919, scoprì che la sua intera famiglia, eccetto il fratello James "Steady Roll" Johnson, era morta per un'epidemia di influenza. Due anni più tardi i due decisero di trasferirsi a St. Louis, dove, oltre che ad esibirsi come duo, Lonnie suonò anche con Charlie Creath e con Fate Marable. Nel 1925 si sposò con la cantante Mary Johnson dalla quale ebbe sei figli, prima di divorziare nel 1932.

### Il successo degli anni venti, trenta e quaranta
Nel 1925 vinse un concorso blues al Booker Washington Theater a St. Louis, grazie al quale ottenne un contratto con l'etichetta discografica Okeh. Durante 
questo periodo registrò un'impressionante quantità di materiale e collaborò con Eddie Lang, Louis Armstrong, 
Duke Ellington, Alger "Texas" Alexander e seguì Bessie Smith in tournée.
Negli anni trenta, durante l'era della Grande depressione, Johnson si trasferì dapprima a Cleveland, Ohio, dove collaborò con la Putney Dandridge Orchestra e poi nel 1937 a Chicago, Illinois, dove suonò con Johnny Dodds e Jimmie Noone e lavorò per un breve periodo come operaio in una acciaieria a Peoria.
Tra il 1937 e 1938 registrò per la Decca, mentre nel 1939 firmò un contratto con l'etichetta Bluebird, con la quale rimase per cinque anni.
Durante gli anni quaranta si trasferì a Cincinnati e nel 1948 registrò una delle sue maggiori hit, Tomorrow Night, per la King Records.
Fu durante questo decennio che Lohnson abbracciò ampiamente l'uso della chitarra elettrica, per la prima volta utilizzata in una registrazione del 1939.

### Il declino negli anni cinquanta
Dopo aver effettuato un tour in Inghilterra ed essersi trasferito a Philadelphia, gli anni cinquanta furono caratterizzati da una lenta scomparsa dalle scene. 
La carriera di Johnson sembrava essersi "sbiadita" tanto che nel 1959, quando il disc jockey Chris Albertson si offrì di produrgli un nuovo album, stava lavorando al Ben Franklin Hotel di Philadelphia come addetto all'ascensore.

### Gli ultimi anni
Grazie anche al folk revival esploso in quel periodo (che portò tra l'altro alla riscoperta di artisti come Mississippi John Hurt), durante gli anni sessanta la carriera di Johnson ebbe una nuova scossa: si esibì alla Town Hall a New York ed al folk club Gerdes Folk City a New York con Victoria Spivey, assieme alla quale registrò in seguito anche un album. Prese inoltre parte all'American Folk Blues Festival assieme a grandi nomi della musica come Muddy Waters, Sonny Boy Williamson II, Big Joe Williams e la stessa Victoria Spivey. 
In Europa registrò inoltre del materiale assieme al musicista Otis Spann.
Nel 1965 Johnson decise di Stabilirsi a Toronto, nel Canada, dove aprì un suo club, l'Home of the Blues.
Nel 1969 fu vittima di un incidente stradale che gli causò successivamente varie difficoltà nel suonare; le sue condizioni generali di salute si aggravarono gradualmente e nel 1970 morì per un infarto.

## Discografia (In ordine cronologico di pubblicazione)

### Come Leader o Co-leader
- 1956 - Lonesome Road (King Records, 520)
- 1960 - Blues by Lonnie Johnson (Bluesville Records, BVLP-1007)
- 1960 - Blues & Ballads (Bluesville Records, BVLP-1011) con Elmer Snowden
- 1961 - Losing Game (Bluesville Records, BVLP-1024)
- 1962 - Idle Hours (Bluesville Records, BVLP-1044) con Victoria Spivey
- 1962 - Woman Blues (Bluesville Records, BVLP-1054) con Victoria Spivey
- 1963 - Another Night to Cry (Bluesville Records, BVLP-1062)
- 1964 - See See Rider (Storyville Records, 616 010) con Otis Spann
- 1964 - Swingin' the Blues (XTRA Records, 1037)
- 1966 - Lonnie Johnson Sings 24 Twelve Bar Blues (King Records, 958/KS-958)

### Raccolte o album postumi
- 1970 - Tomorrow Night (King Records, KS-1083) Raccolta
- 1974 - Blue Lonnie (Swing Records, SLDP 873)
- 1977 - Lonnie Johnson (Bluebird Records, N° 13)
- 1978 - Mr. Johnson' Blues 1926-1932 (Mamlish Records, S-3807)
- 1980 - The Originator of Modern Guitar Blues (Blues Boy Records, BB-300)
- 1980 - Woke Up This Morning, Blues in My Fingers: Original Recordings 1927-1932 (Original Jazz Library Records, OJL-23)
- 1982 - Tears Don't Fall No More Blues and Ballads (Smithsionian Folkways Records, FS3577)
- 1982 - Mr. Touble Blues and Ballads (Smithsionian Folkways Records, FS3578)
- 1983 - Blues Roots, Vol. 8 (Swingin' with Lonnie) (Storyville Records, SLP 4042)
- 1986 - Vol. 1 1926-28: Mostly New to LP (Matchbox Records, MSE 1006)
- 1987 - Volume Two 1927-32: Historical Recordings (Matchbox Records, MSE 1013)
- 1988 - 1926-1942 (Document Records, DLP 546)
- 1989 - (1926-1940) (RST Records, BD-2064)
- 1990 - Steppin' on the Blues (Columbia Records, CK 46221)
- 1990 - Vol. 2 (1925-1941) (Document Records, DLP 598)
- 1990 - Blues, Ballads, and Jumpin' Jazz - Vol. 2 (Prestige Records, OBCCD-570-2) con Elmer Snowden
- 1991 - Tomorrow Night (Blues Encore Records, BE LP 1516)
- 1991 - Blues Masters, Vol. 4: Lonnie Johnson (Storyville Records, STCD 8004)
- 1991 - Lonnie Johnson Complete Recorded Works (1925-1932), Volume 1: 4 November 1925 to 13 August 1926 (Document Records, DOCD-5063)
- 1991 - Lonnie Johnson Complete Recorded Works (1925-1932), Volume 2: 13 August 1926 to 12 August 1927 (Document Records, DOCD-5064)
- 1991 - Lonnie Johnson Complete Recorded Works (1925-1932), Volume 3: 3 October 1927 to 21 February 1928 (Document Records, DOCD-5065)
- 1991 - Lonnie Johnson Complete Recorded Works (1925-1932), Volume 4: 9 March 1928 to 8 May 1929 (Document Records, DOCD-5066)
- 1991 - Lonnie Johnson Complete Recorded Works (1925-1932), Volume 5: 15 May 1929 to 23 January 1930 (Document Records, DOCD-5067)
- 1991 - Lonnie Johnson Complete Recorded Works (1925-1932), Volume 6: 23 January 1930 to 11 February 1931 (DOCD-5068)
- 1991 - Lonnie Johnson Complete Recorded Works (1925-1932), Volume 7: 11 February 1931 to 12 August 1932 (Document Records, DOCD-5069)
- 1992 - Lonnie Johnson Complete 1937 to June 1947 Recordings to Chronological Order, Volume 1: 8 November 1937 to 22 May 1949 (Document Records, BDCD-6024)
- 1992 - Lonnie Johnson Complete 1937 to June 1947 Recordings to Chronological Order, Volume 2: 22 May 1949 to 13 February 1942 (Document Records, BDCD-6025)
- 1992 - Lonnie Johnson Complete 1937 to June 1947 Recordings to Chronological Order, Volume 3: 14 December 1944 to 2 June 1947 (Document Records, BDCD-6026)
- 1992 - He's a Jelly Roll Baker (Bluebird Records, 07863-66064-2)
- 1993 - The Complete Folkways Recordings (Smithsonian Folkways Records, CD SF 40067)
- 1994 - Blues in My Fingers: The Essential Recordings of Lonnie Johnson (Indigo Recordings Records, IGOCD 2009)
- 1996 - The Blues Collection: Lonnie Johnson Guitar Blues (Orbis Records, BLU NC 074)
- 1996 - Me and My Crazy Self (Altaya Records, BB022)
- 1996 - The Essential (Magnum Music Records, MCCD 015)
- 1997 - Blue Guitars Volumes 1 & 2 (BGO Records, BGOCD327) 2 CD, con Eddie Lang
- 1998 - The First of the ''Guitar Heroes'' 1925-1947 (Frémeaux & Associés Records, FA 262)
- 1998 - Blues in My Soul 1937/1946 (EPM Music Records, 159032)
- 1998 - Me and Crazy Self (Charly R&B Records, B.P. 026)
- 1999 - Hot Fingers (Catfish Records, KATCD 110)
- 2000 - Swing Out Rhythm (Culture Press Records, CDBB 1020)
- 2000 - The Unsung Blues Legend: The Living Room Session (Music Magnet Records, 1001)
- 2001 - The Essential (Classic Blues Records, CBL 200011)
- 2002 - Rambler's Blues (Our World Entertainment Inc., 804558330622)
- 2003 - Vol. 2: The Rhythm & Blues Years 1947/1952 (Blues Collection Records, 160432)
- 2004 - The Original Guitar Wizard (Proper Records, PROPERBOX 81) Box di 4 CD
- 2007 - Why Should I Cry (Blue Label Records, SPV49892)
- 2007 - The Chronological Lonnie Johnson: 1947-1948 (Classics Records, 5189)
- 2009 - A Life in Music: Selected Sides 1925-1953 (JSP Records, JSP77117) 4 CD
- 2015 - The Lonnie Johnson Collection: 1925-52 (Acrobat Records, ADDCD3140) 2 CD